# 豊電子工業
株式会社豊電子工業（ゆたかでんしこうぎょう）は、愛知県刈谷市一ツ木町5丁目12番地9に本社を置く製造業企業。
主に産業用ロボットのシステム開発を行っている。愛知県によって「愛知ブランド企業」に認定されている。

## 特色
日本における産業用ロボットシステムインテグレータのリーディング企業とされる。取引先にはトヨタ自動車やアイシンなどがある。
日本国内に加えて、日本国外では6か国に計10拠点を構えている。ISO9001認証やISO14001認証を取得している。

## 年表
- 1964年（昭和39年）7月1日 - 創業[1]。自動車部品・配電盤・電子部品などの製造を行っていた[5]。
- 1972年（昭和47年）12月18日 - 設立[1]。
- 1980年（昭和55年） - 産業用ロボット分野に進出[5]。
- 1998年（平成10年） - ISO9001認証を取得[4]。
- 1999年（平成11年） - 日本配電制御システム工業会によってJSIA優良工場に認定される[4]。
- 2000年（平成12年） - ISO14001認証を取得[4]。
- 2004年（平成16年） - 愛知ブランド企業に認定[6]。
- 2012年（平成24年）2月 - トヨタグローバル仕入先総会で技術開発賞を受賞[4]。
- 2015年（平成27年） - 愛知環境賞の銅賞を受賞[7]。
- 2018年（平成30年） - 炭素繊維強化プラスチック（CFRP）を短時間で加工できる加熱装置を中部電力と共同で開発[8]。
- 2020年（令和2年）
  - 高出力青色レーザーを活用した銅材加工システムを開発[9][10]。
  - 配電営業活動に加え産業用ロボットシステムの販売並びに保守活動に取り組むため東京支店（西日暮里）へ移転
- 2021年（令和3年）末 - ポーランドに新工場が完成予定[11]。
- 2023年（令和5年） -（財）日本品質保証機構により、ISO27001認証取得（JQA-IM1966）。第5工場完成

## 事業所

### 本社・工場
- 本社/第1・2工場、事務棟[1] - 愛知県刈谷市一ツ木町5丁目12番地9
- 本社/第3工場[1] - 愛知県刈谷市一ツ木町沖田60
- 豊明工場[1] - 愛知県豊明市沓掛町志水23番

### 支店
- 東京支店[1] - 東京都荒川区西日暮里1-61-23　西日暮里フラワーマンション101号室

### 国外法人
- YAC Robot Systems,Inc.（アメリカ合衆国法人）
- 豊漢電子有限公司（中国法人）
- YUTAKA Robot Systems CO.,LTD.（タイ法人）
- PT.Yutaka Robot Systems Indonesia（インドネシア法人）